# Jaralla Al-Marri
Pour les articles homonymes, voir Al-Marri.
Jaralla Ali Jamal Ameer Al-Marri, plus communément appelé Jaralla Al-Marri ou encore Jarallah Ali Al Marri, né le 3 avril 1988, est un footballeur international qatarien, évoluant au poste d'attaquant.

## Carrière
Al-Marri est formé à l'Al-Rayyan. Entretemps, il joue la Coupe du monde des moins de 17 ans 2005 avec la sélection qatarienne. Il débute en équipe première lors de la saison 2006-2007. 
Après trois saisons avec l'Al-Rayyan, il fait un détour à l'Al Kharitiyath lors de la saison 2009-2010 avant de revenir dans son club formateur en 2010 et de remporter ses premiers trophées au niveau professionnel. L'année de son retour, il obtient sa première sélection en équipe du Qatar et est sélectionné, un an plus tard, pour la Coupe d'Asie des nations 2011.

## Palmarès
- Vainqueur de la Coupe du Qatar en 2011 et 2013 avec l'Al-Rayyan
- Vainqueur de la Coupe Crown Prince de Qatar en 2012 avec l'Al-Rayyan
- Vainqueur de la Coupe Sheikh Jassem du Qatar en 2012 avec l'Al-Rayyan